# Sibo
Sibo is een plaats in de gemeente Bollnäs in het landschap Hälsingland en de provincie Gävleborgs län in Zweden. De plaats heeft 351 inwoners (2005) en een oppervlakte van 154 hectare.